# Турков, Геннадий Леонидович
Геннадий Леонидович Турков (25 января 1945, Александровск-Сахалинский — 25 ноября 2020) — украинский поэт и переводчик поэзии с японского, китайского, русского, английского. Переводил поэзию на язык эсперанто.

## Биография
Геннадий Турков родился 25 января 1945 года на Сахалине. Окончил школу в г. Хабаровске в 1962 году. Работал на заводе и на студии телевидения. Окончил филологический факультет Киевского педагогического института. После окончания института в течение года проходил военную службу, работал учителем в сельской школе на Киевщине. В 1971 году вернулся на Дальний Восток. Слушал лекции по древнеяпонскому языку и литературе в Дальневосточном университете г. Владивосток. Древнекитайский язык изучал самостоятельно. Работал 7 лет в Хабаровском радиотелецентре, 6 лет на железной дороге, 13 лет на аптечном складе. С 2006 года — на пенсии.

## Творчество
Избранные переводы печатались в журналах «Всесвіт», «Основа», «Далекосхідна хвиля». Известен украинскими переводами поэзии Мацуо Басё, Исикавы Такубоку, Ли Бо. На язык эсперанто переводил с русского (Ф. Сологуб, А. Фет, И. Анненский, Ю. Балтрушайтис), украинского (И. Котляревский, Г. Сковорода, Б.-И. Антонич), английского (Роберт Фрост, Байрон), японского (Сайгё, Мацуо Басё, Исикава Такубоку, Бусон, Ёсано Акико, Вакаяма Бокусуй), китайского (Ван Вэй, Ду Фу, Хань-шань), финского (Эйно Лейно). Также переводил прозу Акутагавы Рюноскэ.
Собственные стихотворения на украинском языке печатал во многих журналах, сборниках, газетах.